# Armée de terre austro-hongroise
Vous pouvez aider à l'améliorer ou bien discuter des problèmes sur sa page de discussion.
- Il ne cite pas suffisamment ses sources. Vous pouvez indiquer les passages à sourcer avec {{référence nécessaire}} ou {{Référence souhaitée}}, et inclure les références utiles en les liant aux notes de bas de page. (Marqué depuis janvier 2025)
- Son texte doit être wikifié : il ne correspond pas à la mise en forme Wikipédia (style, typographie, liens internes, liens entre les wikis, etc.). (Marqué depuis janvier 2025)

- Archive Wikiwix
- Bing
- Cairn
- DuckDuckGo
- E. Universalis
- Gallica
- Google
- G. Books
- G. News
- G. Scholar
- Persée
- Qwant
- (zh) Baidu
- (ru) Yandex
- (wd) trouver des œuvres sur Wikidata

Les forces terrestres impériale et royale (allemand : Landstreitkräfte Österreich-Ungarns ; hongrois : Császári és Királyi Hadsereg) étaient la force terrestre de l'empire d'Autriche-Hongrie, de 1867 à la chute de l'empire en 1918.

## Histoire
L'infanterie a constitué jusqu'à la mécanisation des armées au début du XXe siècle la principale force de combat des armées.
On distingue trois types d'armes, les armes de mêlée au contact direct avec l'ennemi (infanterie, cavalerie), d'appui soutenant le combat (artillerie, génie militaire) et de soutien (service de santé, transmissions, logistique militaire). Cette armée disparaît avec l'empire à la fin de la Première Guerre mondiale en 1918.

## Structure
Une coexistence difficile au sein de l'armée suit la Révolution hongroise de 1848, avec deux décennies durant lesquelles les soldats hongrois servent soit dans des unités mixtes, soit sont stationnés loin de leur patrie. Avec le Compromis austro-hongrois de 1867, une nouvelle armée tripartite est créée. Elle se compose :
- De l'armée commune (communément appelée « Heer » ou encore « kuK Armee » en allemand ; « Cs. és K. hadsereg » en hongrois), multinationale.
- De l'armée territoriale impériale-royale autrichienne ou Landwehr autrichienne (« Landwehr »).
- Et de l'armée territoriale royale hongroise ou Landwehr hongroise (communément appelée « Honvéd » ou encore « M. kir. Honvédség » en hongrois ; « k.u. Landwehr » en allemand).

## Branches militaires
Globalement, les forces terrestres comportaient les branches suivantes :

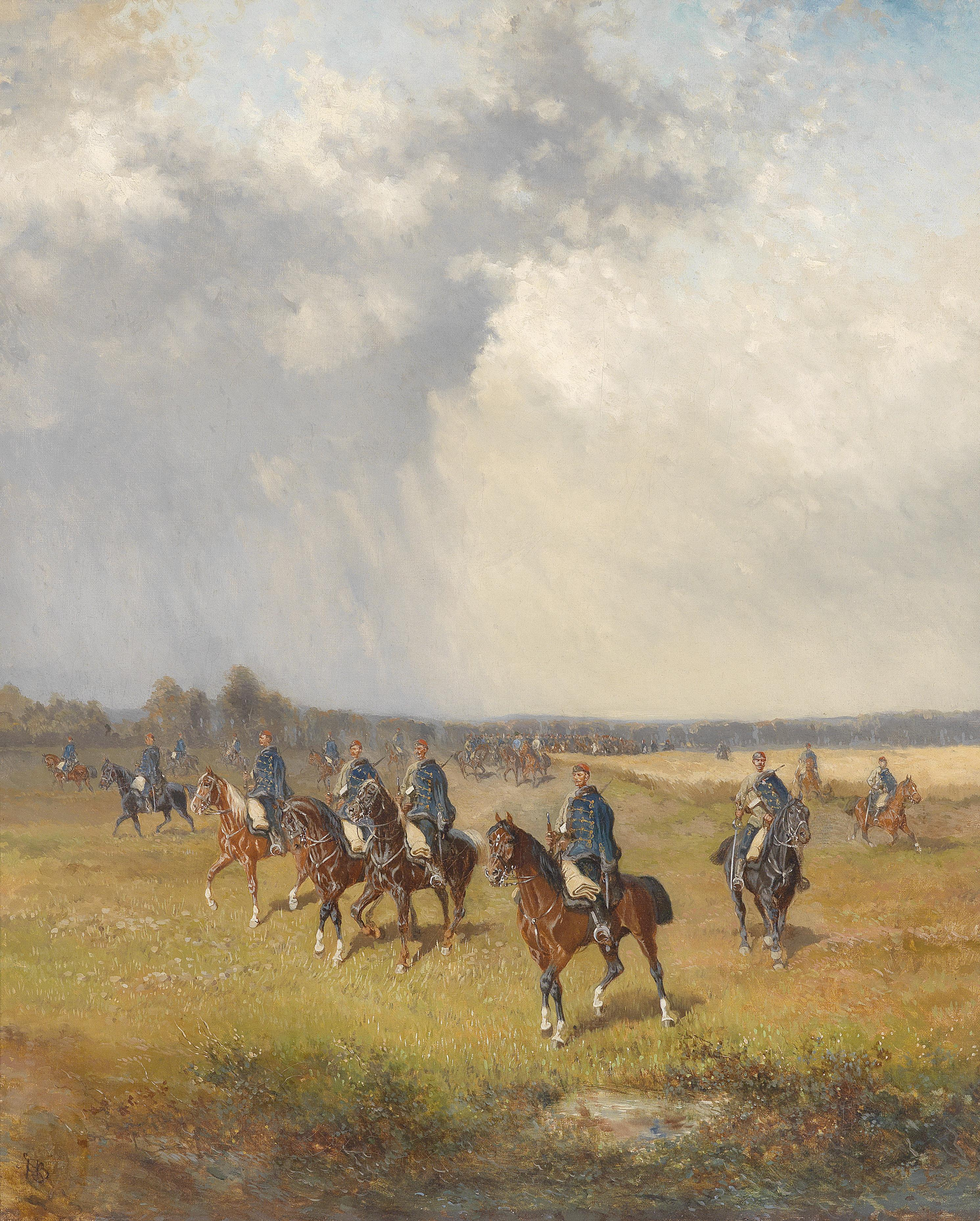
Cavalerie hongroise, toile d'Alexander von Bensa (1820-1902).

### Infanterie
- Infanterie allemande - Infanterie hongroise - Infanterie de Bosnie-Herzégovine (de) - Chasseurs du Tyrol (en allemand : Kaiserjäger) - Infanterie de la k.k. Landwehr - Infanterie de la k.u. Landwehr - École de tir militaire (en allemand : Armeeschießschule (de))

### Cavalerie austro-hongroise
La cavalerie austro-hongroise comprend les éléments suivants :
- Dragons KuK - Hussards KuK - Uhlans KuK- Uhlans de la Landwehr autrichienne (kk Landwehr) - Hussards de la Landwehr hongroise (ku Landwehr) - Haras KuK et Ku (en allemand : Staatspferdezuchtanstalten (de))

### Artillerie
- Artillerie de campagne - Artillerie de forteresse - Artillerie technique - Artillerie de la Landwehr autrichienne - Artillerie de Landwehr hongroise- École d'Artillerie KuK (en allemand : Staatspferdezuchtanstalten (de))

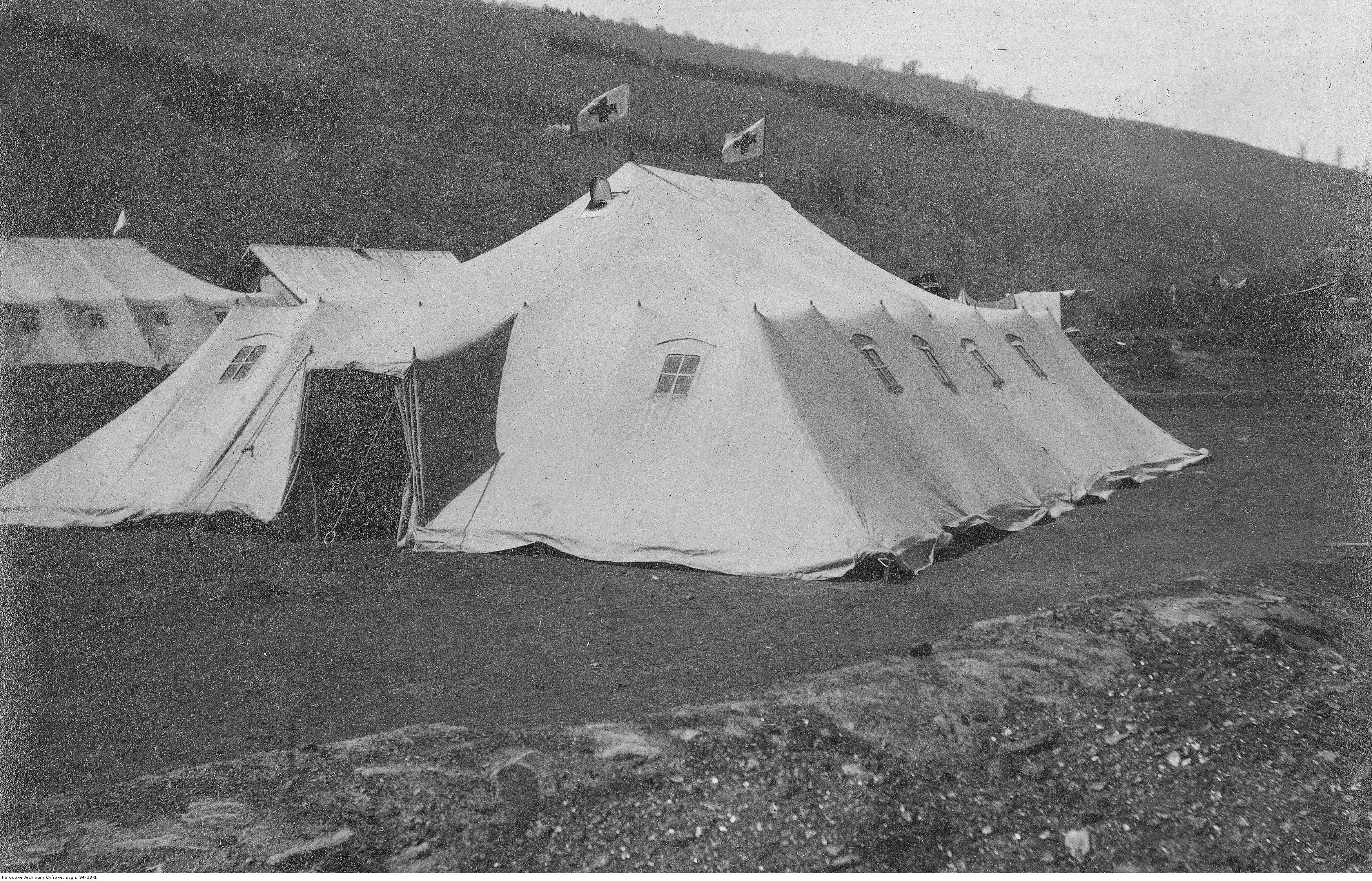
Hôpital de campagne austro-hongrois, 1914-1915.

### Troupes techniques
- pionniers - sapeurs (en allemand : KuK Sappeure (de)) - Régiment ferroviaire - Régiment télégraphique (en allemand : KuK Telegraphentruppe (de)) - Train und Pionierzeugswesen

### Service de construction militaire
(en allemand : Militärbaudienst)

### Services de santé
- Corps des officiers médicaux - Corps médical (en allemand : Sanitätswesen der Österreichisch-Ungarischen Streitkräfte (de)) - Médecine militaire - Service vétérinaire

### Administration économique
(en allemand : Ökonomische Verwaltung der k.u.k. Streitkräfte (de))
- Restauration militaire - Gestion des équipements (en allemand : Monturverwaltungsbrache) - Trésorerie militaire - Comptabilité des troupes - Intendance

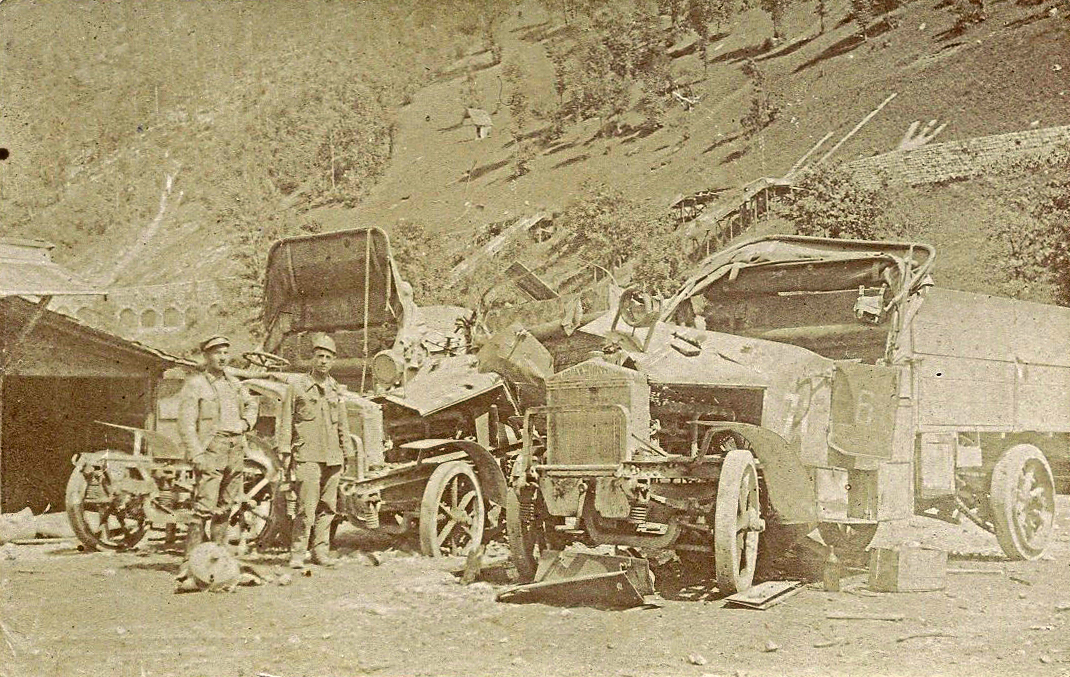
Camions Büssing de l'armée austro-hongroise, 1914-1918.

### Service du train
Train (en allemand : Trainwesen der Österreichisch-Ungarischen Streitkräfte (de))

### Enseignement militaire et établissements d'enseignement
- Institut des Orphelins des officiers - Collèges militaires du premier degré inférieurs (Militär-unter-realschulen) - Collèges militaires du deuxième degré (Militär-ober-realschule) - Académies militaires (Ecole de Guerre KuK (de), Académie militaire François-Joseph (de), Académie militaire thérésienne, Académie militaire de marine (hu), Académie impériale des techniques militaires, Institut d'équitation militaire (de)) - Ecoles de cadets (de)

### Institut géographique militaire
(en allemand : K.u.k. Militärgeographisches Institut (de))

### États-majors
(en allemand : k.u.k. Stabswesen (de))
- État-major général (Generalstab) – État-major d'artillerie (Artilleriestab) – État-major du génie (Geniestab)

### Unités de la Garde
- Garde du corps royale hongroise – Garde des Archers (de) (Arcièren-Leibgarde)
- Garde des trabants KuK (de) (Arcièren-Leibgarde) – Escadron de la Garde KuK (de) (k.u.k. Leibgardereitereskadron) – Compagnie d'infanterie de la Garde KuK (de) (k.u.k. Leibgardeinfanteriekompanie)
- Corps de garde de la police (en allemand : k.u.k. Polizeiwachkorps (de))

### Autres
- Bannières (en allemand : k.u.k. Armeestand (de))
- Aumôneries militaires (en allemand : k.u.k. Militärseelsorge (de)) : Aumônerie militaire catholique - Aumônerie militaire grec-orientale (orthodoxe) - Aumônerie militaire évangélique - Aumônerie militaire israélite - Aumônerie militaire musulmane
- Pensions des invalides de guerre (en allemand : Militärinvalidenversorgungsstand (de))
- Generalität (en allemand : k.u.k. Generalität (de))
- Aide de camp (en allemand : k.u.k. Adjutanten (de))
- Justice militaire (en allemand : k.u.k. Militärjustizwesen (de))
- Comité technique militaire (en allemand : k.u.k. Technisches Militärkomitee (de))

## Rangs et insignes des forces terrestres austro-hongroises

### Troupe, sous-officiers et officiers subalternes
| Infanterie | Cavalerie                      | Artillerie                     | Fusiliers                      | Insignes de rang  | Insignes de rang       |
| Militaires du rang | Militaires du rang             | Militaires du rang             | Militaires du rang             | Forces terrestres | Infanterie de Montagne |
| --- | ------------------------------ | ------------------------------ | ------------------------------ | ----------------- | ---------------------- |
| Infanterist (allemand) Honvéd (hongrois) Szeregowy (polonais) Vojín (tchèque) Soldat (roumain) Vojnik (croate) (soldat de deuxième classe /fusilier)                                           | Dragoner Husar Ulan            | Kanonier                       | Jäger Myslivec                 |                   |                        |
| Gefreiter Őrvezető (hongrois) Svobodník (tchèque) Fruntaș (Romanian) Razvodnik (croate) Caporale (Italian) (Soldat première classe/caporal de lancier)                                         | Gefreiter                      | Vormeister Főtűzér             | Patrouilleführer Járőrvezető   |                   |                        |
| Sous-officiers | Sous-officiers                 | Sous-officiers                 | Sous-officiers                 | Forces terrestres | Infanterie de Montagne |
| Korporal (allemand) Tizedes (hongrois) Kapral (polonais) Desátník (tchèque) Caporal (roumain) Desetnik (croate) (Caporal)                                                                      | Korporal Tizedes               | Geschütz-Vormeister            | Unterjäger                     |                   |                        |
| Zugsführer Szakaszvezető (hongrois) Sierżant (polonais) Četař (tchèque) Sergent (roumain) Vodnik (croate) (sergent)                                                                            | Zugsführer Szakaszvezető       | Zugsführer Szakaszvezető       | Zugsführer Szakaszvezető       |                   |                        |
| Feldwebel / Őrmester (hongrois) Šikovatel (tchèque) Plutonier (roumain)/ Starszy sierżant (polonais) Narednik (croate) (sergent-chef)                                                          | Wachtmeister Őrmester          | Feuerwerker Tűzmester          | OberjägerFővadász              |                   |                        |
| Kadett-Feldwebel / Hadapród őrmester (hongrois) (Hadapród) Kadet-narednik (croate) (Sergent chef cadet)                                                                                        | Kadett-Wachtmeister (Kadett)   | Kadett-Feuerwerker (Kadett)    | Kadett-Oberjäger (Kadett)      |                   |                        |
| Stabsfeldwebel Törzsőrmester (hongrois) Štábní šikovatel (tchèque) Sierżant-major (polonais) Stožerni narednik (croate) (Sergent-major après 1913 - insigne de rang jusqu'en 1914)             | Stabs-Wachtmeister             | Stabs-Feuerwerker              | Stabs-Oberjäger                |                   |                        |
| Stabs-Feldwebel Törzsőrmester (hongrois) Štábní šikovatel(tchèque) Plutonier-major (Romanian) Sierżant-major (polonais) Stožerni narednik (croate) (Sergent-major, insigne de rang après 1914) | Stabs-Wachtmeister             | Stabs-Feuerwerker              | Stabs-Oberjäger                |                   |                        |
| Offiziersstellvertreter (seit dem 6. Juni 1915) Tiszthelyettes (hongrois) Důstojnický zástupce(tchèque) Locțiitor de ofițer (roumain) Časnički namjesnik (croate) (adjudant)                   | Offiziersstellvertreter        | Offiziersstellvertreter        | Offiziersstellvertreter        |                   |                        |
| Aspirants officiers |                                |                                |                                |                   |                        |
| Kadett-Offiziersstellvertreter (allemand) Hadapród-Tiszthelyettes (hongrois) Kadet-časnički zamjenik (croate) (Adjudant-chef) (jusqu'en 1908)                                                  | Kadett-Offiziersstellvertreter | Kadett-Offiziersstellvertreter | Kadett-Offiziersstellvertreter |                   |                        |
| Fähnrich (ab 1908) Zászlós (hongrois) Stegar (roumain) Praporčík (tchèque) Zastavnik (croate) Chorąży (polonais) (Enseigne ou officier cadet) (à partir de 1908)                               | Fähnrich                       | Fähnrich                       | Fähnrich                       |                   |                        |
| Sous-officiers |                                |                                |                                |                   |                        |
| Leutnant Hadnagy (hongrois) Podporucznik (polonais) Locotenent (roumain) Poručnik (croate) Tenente (italien) (Lieutenant/2e lieutenant)                                                        | Leutnant                       | Leutnant                       | Leutnant                       |                   |                        |
| Oberleutnant Főhadnagy (hongrois) Locotenent-major (roumain) Porucznik (polonais) Natporučnik (croate) (Premier lieutenant)                                                                    | Oberleutnant                   | Oberleutnant                   | Oberleutnant                   |                   |                        |
| Capitaine |                                |                                |                                |                   |                        |
| Hauptmann Százados (hongrois) Kapitan (polonais) Căpitan (roumain) Satnik (croate) Capitano (italien) (Capitaine)                                                                              | Rittmeister                    | Hauptmann                      | Hauptmann                      |                   |                        |
| Officiers d'État-major |                                |                                |                                |                   |                        |
| Major Őrnagy (hongrois) Maior (roumain) Bojnik (croate) Maggiore (italien) (Commandant) | Major                          | Major                          | Major                          |                   |                        |
| Oberstleutnant Alezredes (hongrois) Locotenent-colonel (roumain) / Potpukovnik (croate) (Lieutenant-Colonel)                                                                                   | Oberstleutnant                 | Oberstleutnant                 | Oberstleutnant                 |                   |                        |
| Oberst Ezredes (hongrois) Colonel (roumain) Pułkownik (polonais) Pukovnik (croate) (Colonel)                                                                                                   | Oberst                         | Oberst                         | Oberst                         |                   |                        |

### Officiers généraux
| Infanterie | Cavalerie | Artillerie                                                                            | Fusiliers        | Insignes de rang | Insignes de rang |
| --- | --- | ------------------------------------------------------------------------------------- | ---------------- | ---------------- | ---------------- |
| Generalmajor \| Vezérőrnagy (hongrois) \| General-maior (roumain) \| General-bojnik (croate) \| Maggiore Generale (italien) (Major général, équiv. de Brigadier-général)            | |                                                                                       |                  |                  |                  |
| Feldmarschall-Leutnant \| Altábornagy (hongrois) \| Podmaršal (croate) \| Marseciallo Tenente (italien) (Field marshal lieutenant, équiv. de Major-général)                         | |                                                                                       |                  |                  |                  |
| Lieutenant général | |                                                                                       |                  |                  |                  |
| - General der Infanterie (allemand) - Gyalogsági tábornok (hongrois) - General pješaštva (croate) - General piechoty (polonais) - Generale della fanteria (italien)                 | - General der Kavallerie (allemand) - Lovassági tábornok (hongrois) - General konjaništva (Croatian) - Generale della cavalleria (italien) - General kawalerii (polonais | - Feldzeugmeister Táborszernagy General topništva (croate) Polní zbrojmistr (tchèque) | pas d'équivalent |                  |                  |
| À partir de 1915 Generaloberst \| Vezérezredes (hongrois) \| General-pukovnik (croate) \| Generalplukovnik (tchèque) \| General pulkownik (polonais) \| General Polkovnik (Slovène) | |                                                                                       |                  |                  |                  |
| Feldmarschall \| Tábornagy (hongrois) \| Feldmaršal (croate) \| Mareșal (roumain) \| Marszałek (polonais)                                                                           | |                                                                                       |                  |                  |                  |

## Galerie

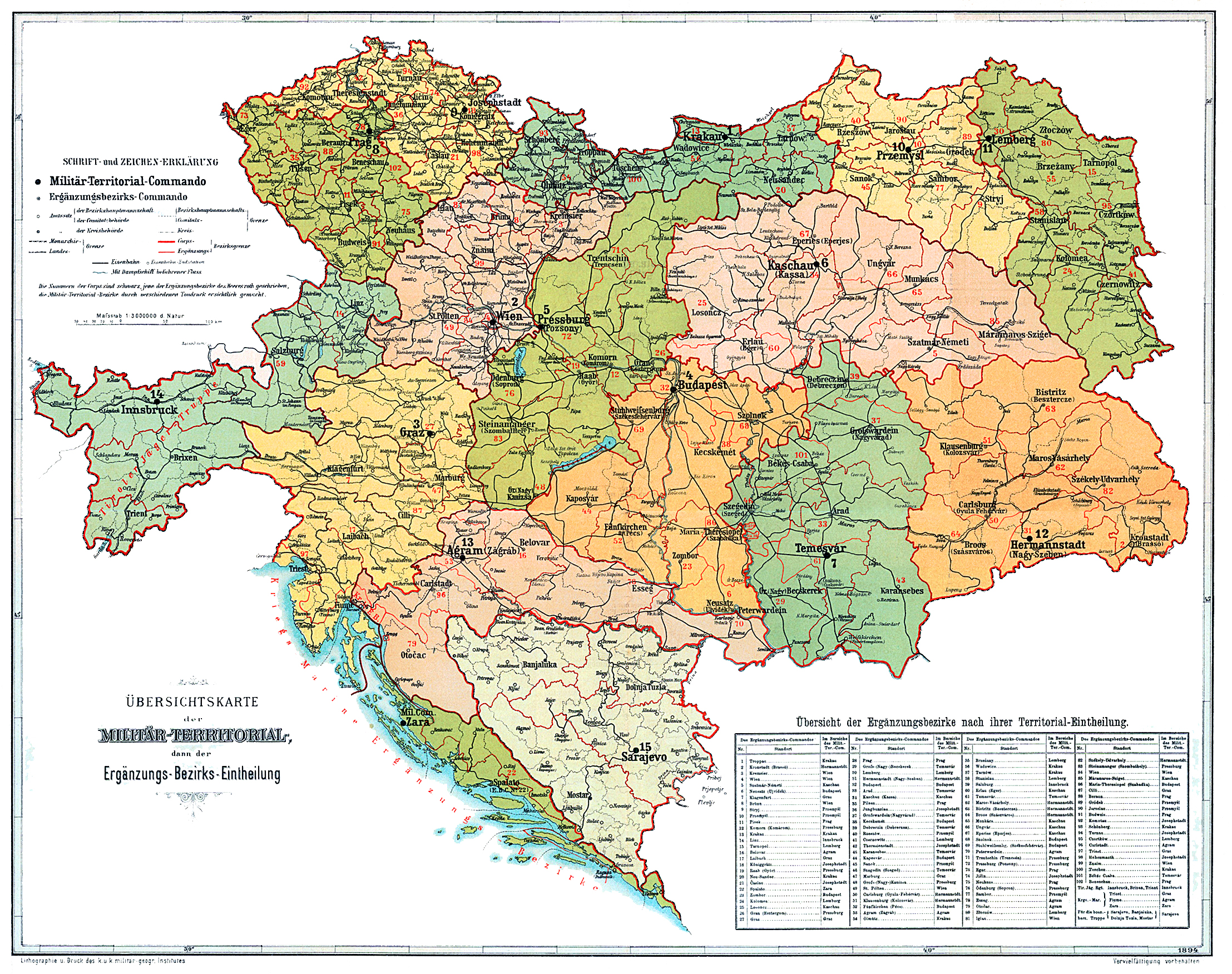
Régions militaires austo-hongroises (1894)
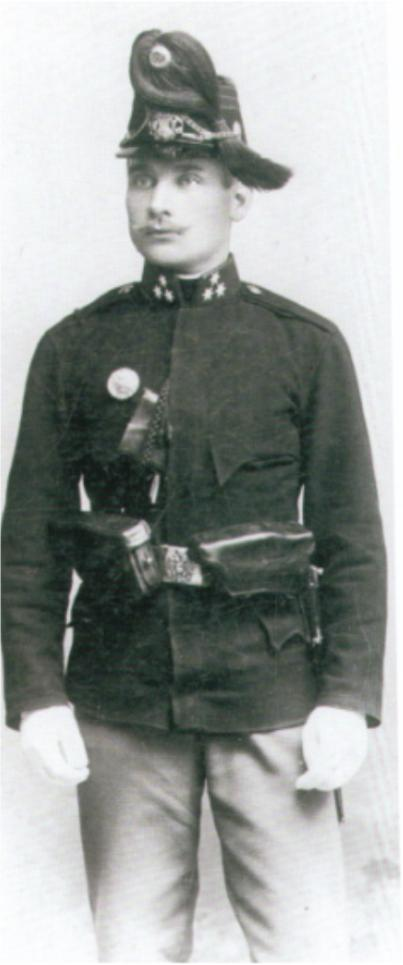
Zugsführer (équivalent de caporal) d'artillerie KuK en tenue de parade, 1906
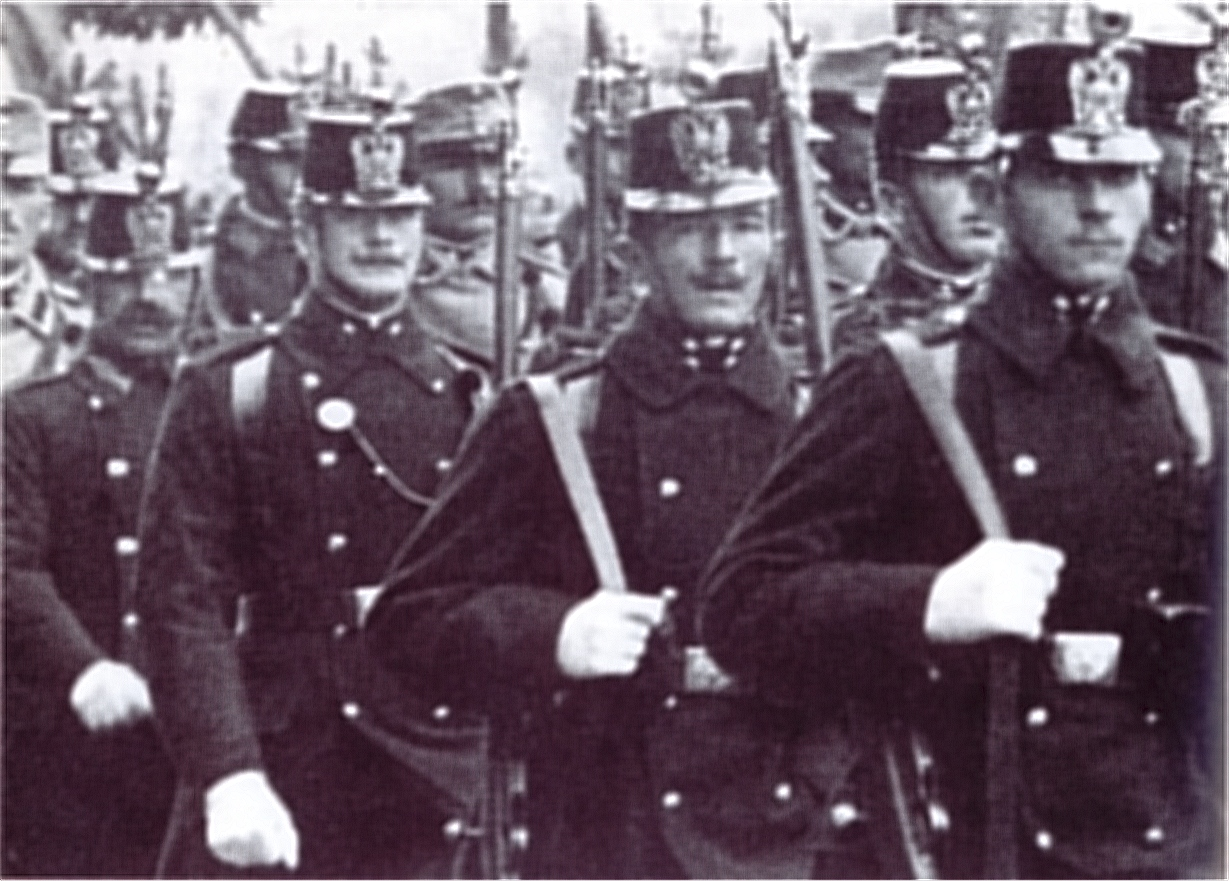
Infanterie austro-hongroise, parade lors du centenaire de la bataille de Leipzig (1913)
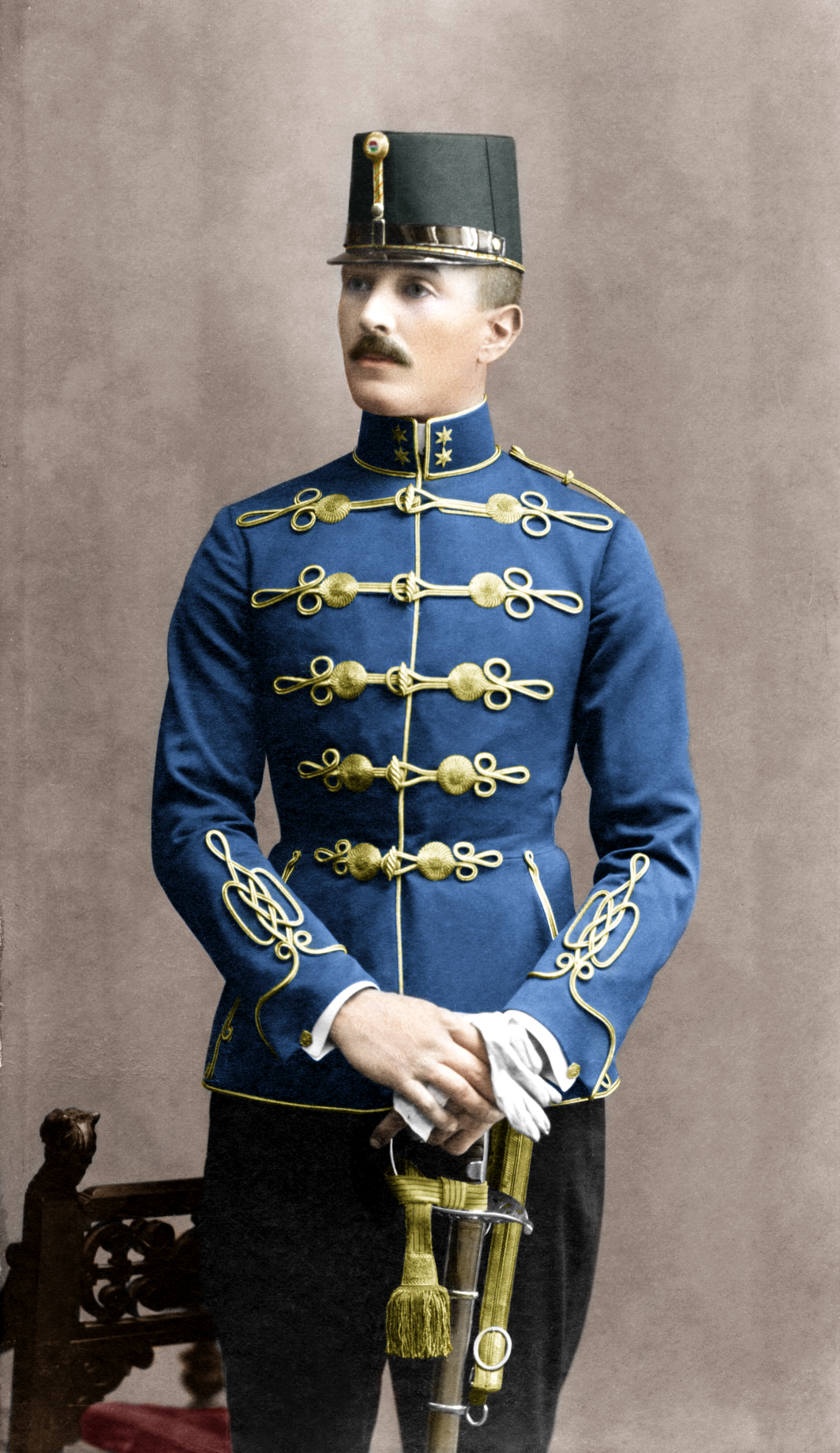
Béla Békéssy (en) en 1er lieutenant de hussard
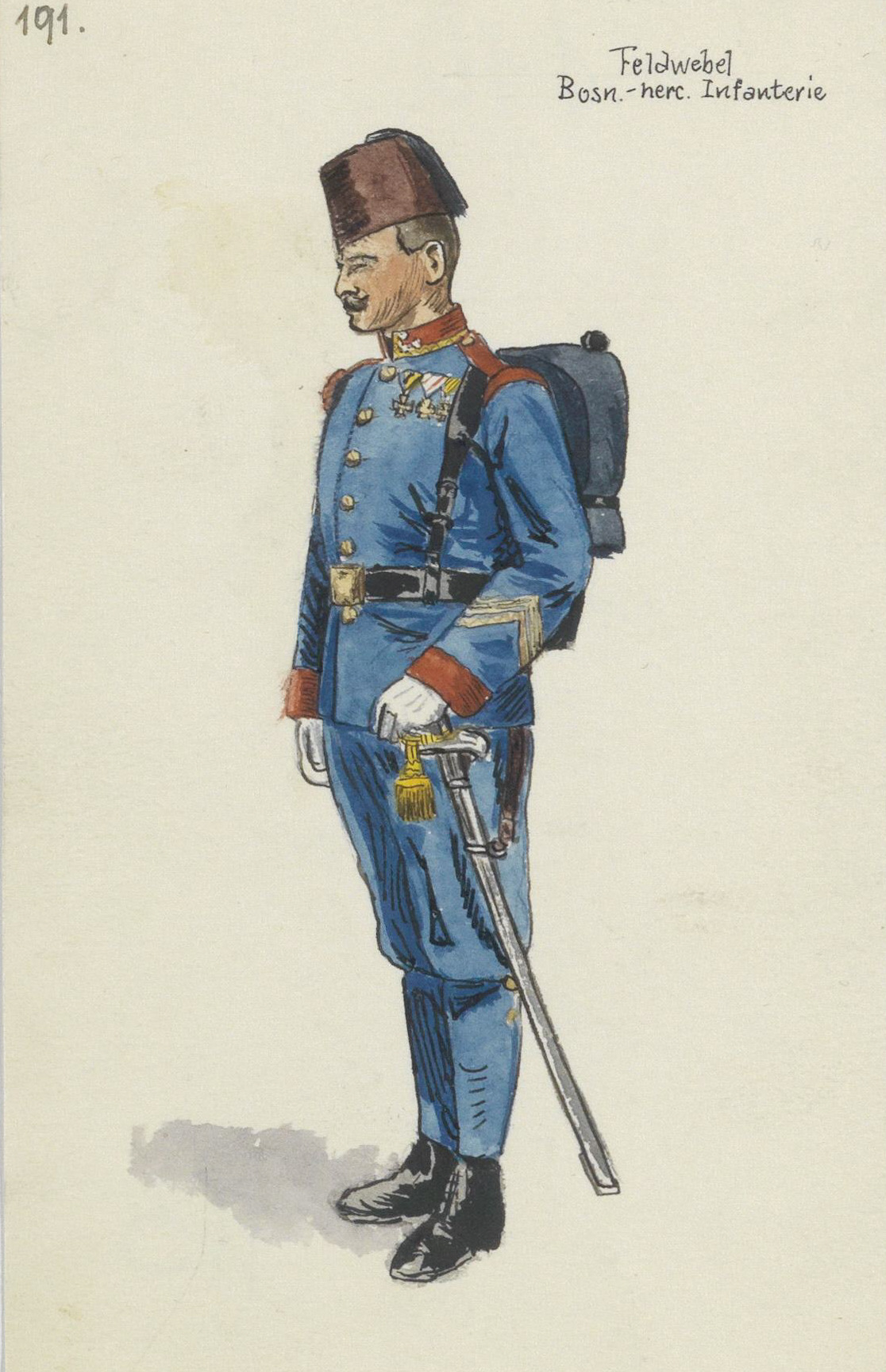
Soldat d'infanterie de Bosnie-Herzégovine (de) (Armée commune)
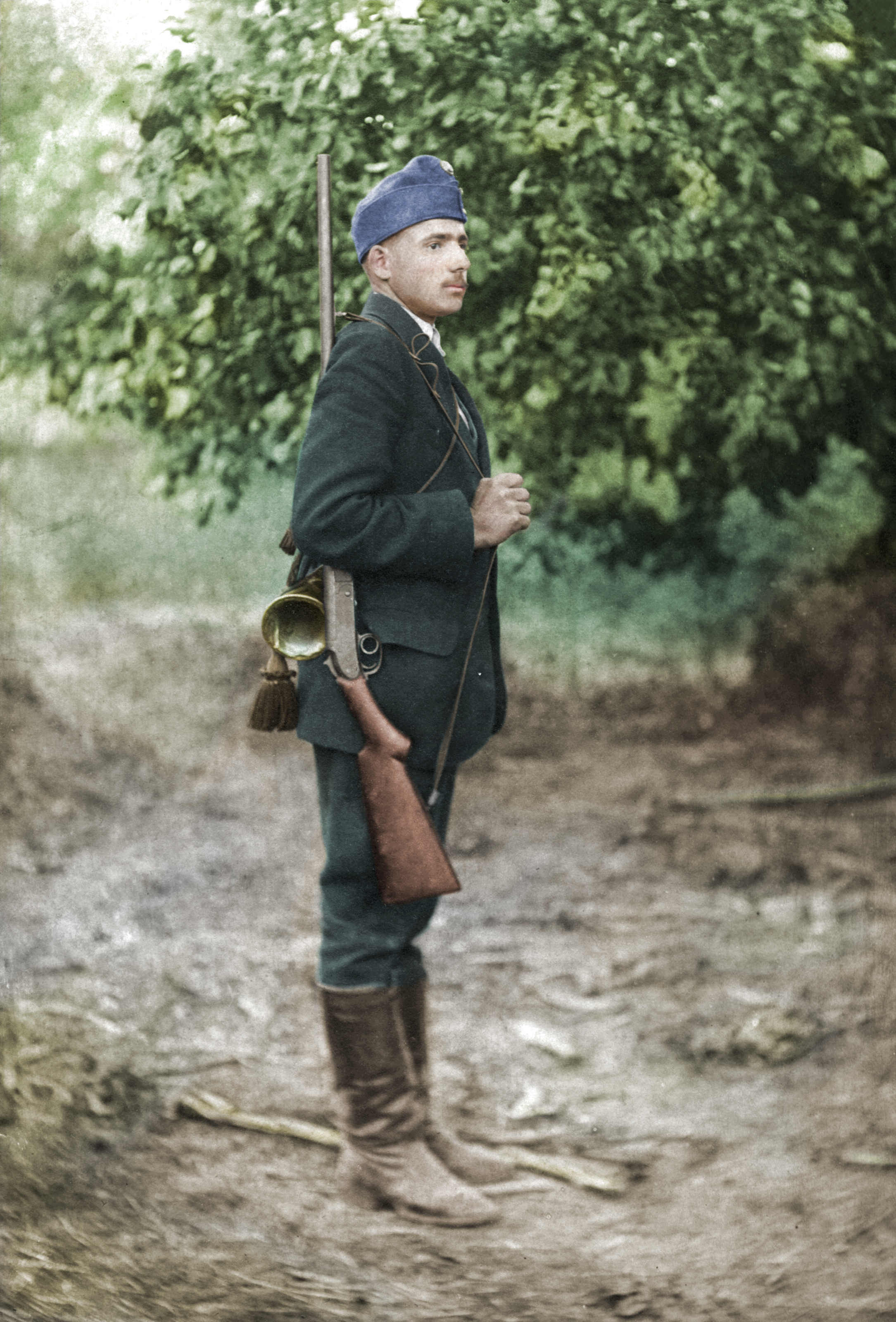
Soldat hongrois sur le front italien
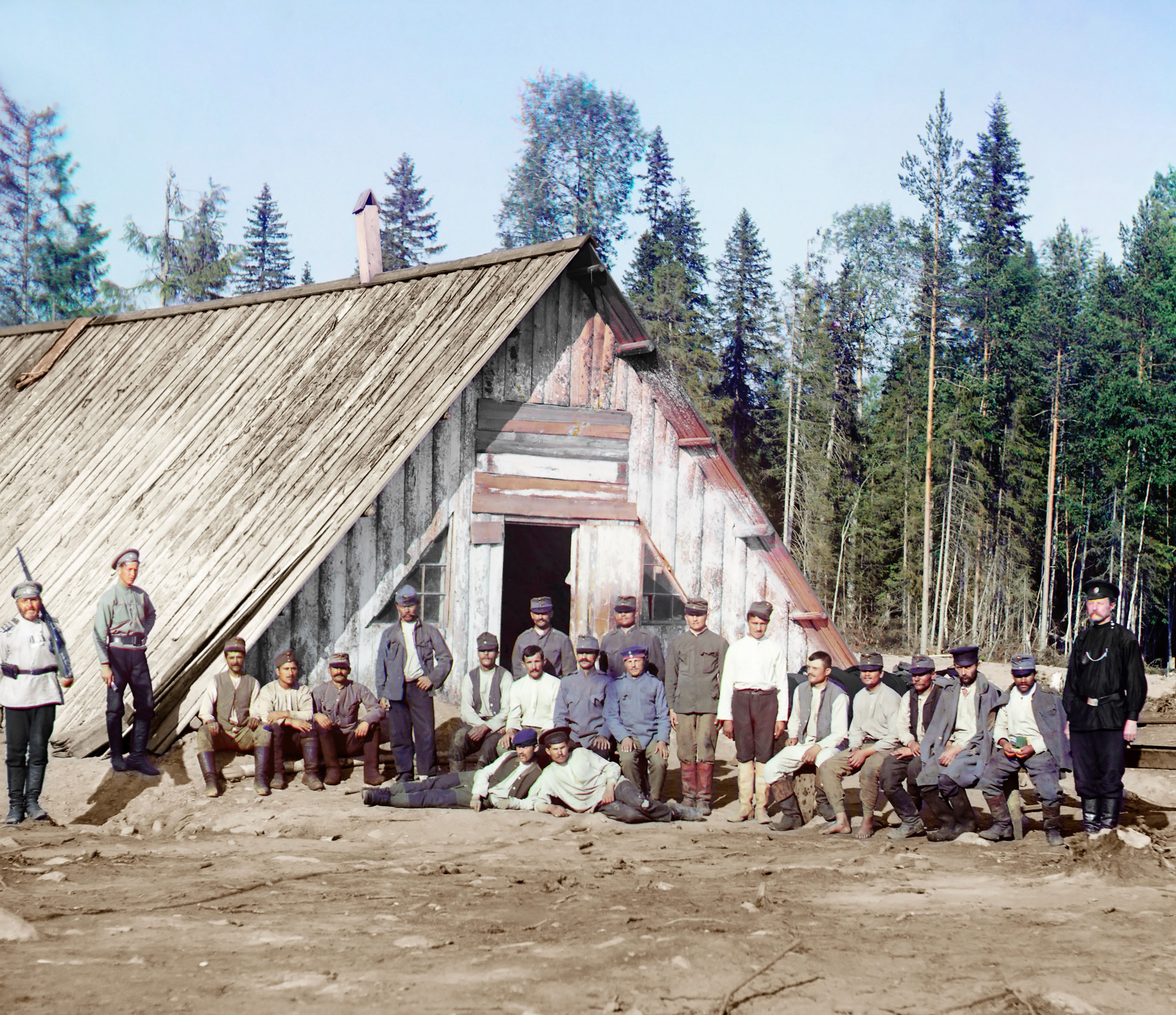
Prisonniers de guerre austro-hongrois en Russie, Sergueï Prokoudine-Gorski, 1915
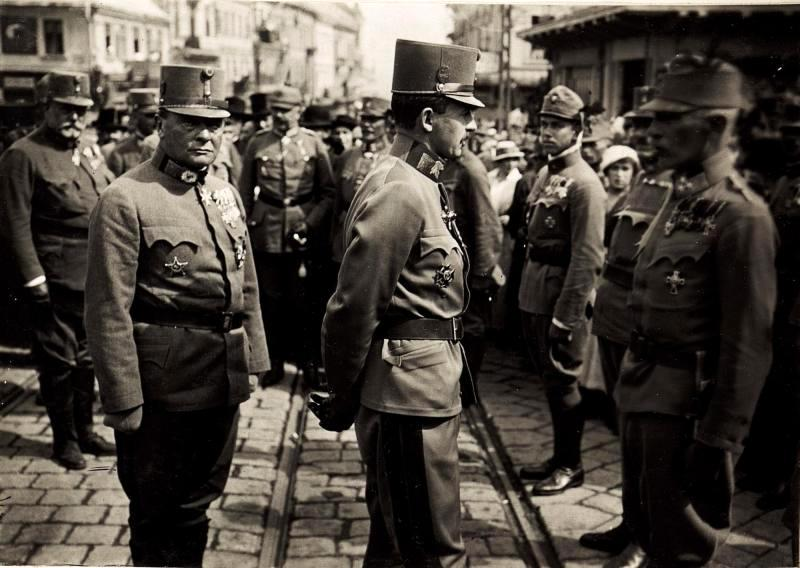
L'empereur Charles Ier lors d'une revue de troupe en 1917 à Czernowitz
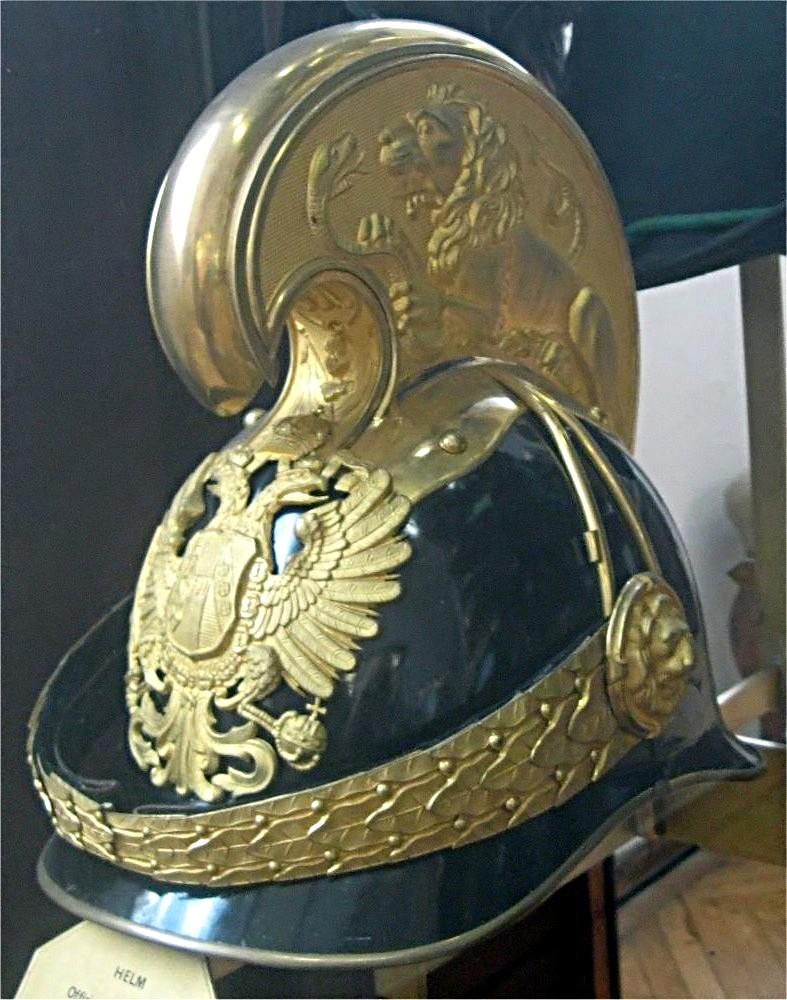
Casque à cimier de Dragons Impériaux et Royaux
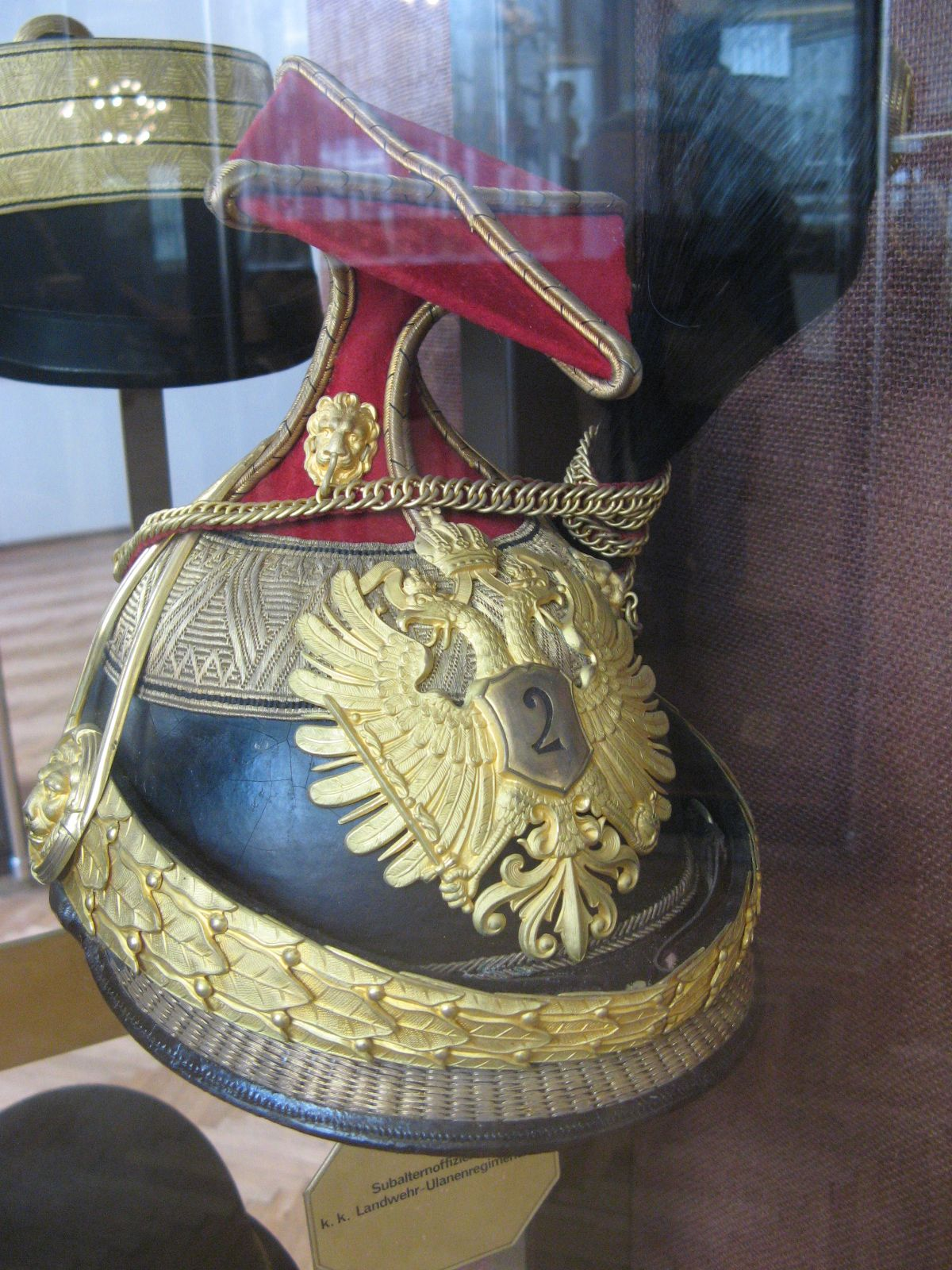
Chapska de sous-officier du 2e Rgt de Uhlans (lanciers) de la kk Landwehr (vers 1913)